# Johannes Tropfke
Johannes Tropfke (Berlim, 14 de outubro de 1866 – Berlim, 10 de novembro de 1939) foi um matemático alemão

## Vida
Escreveu a partir de 1921 uma história em sete volumes da matemática elementar. Em 1930 recebeu pela segunda edição desta obra o Prêmio Memorial Ackermann-Teubner. Em 1938 foi eleito membro da Académie internationale d’histoire des sciences. Em reconhecimento de seu trabalho matemático recebeu da Academia de Ciências da Prússia a Medalha Leibniz de prata de 1939.

## Obras

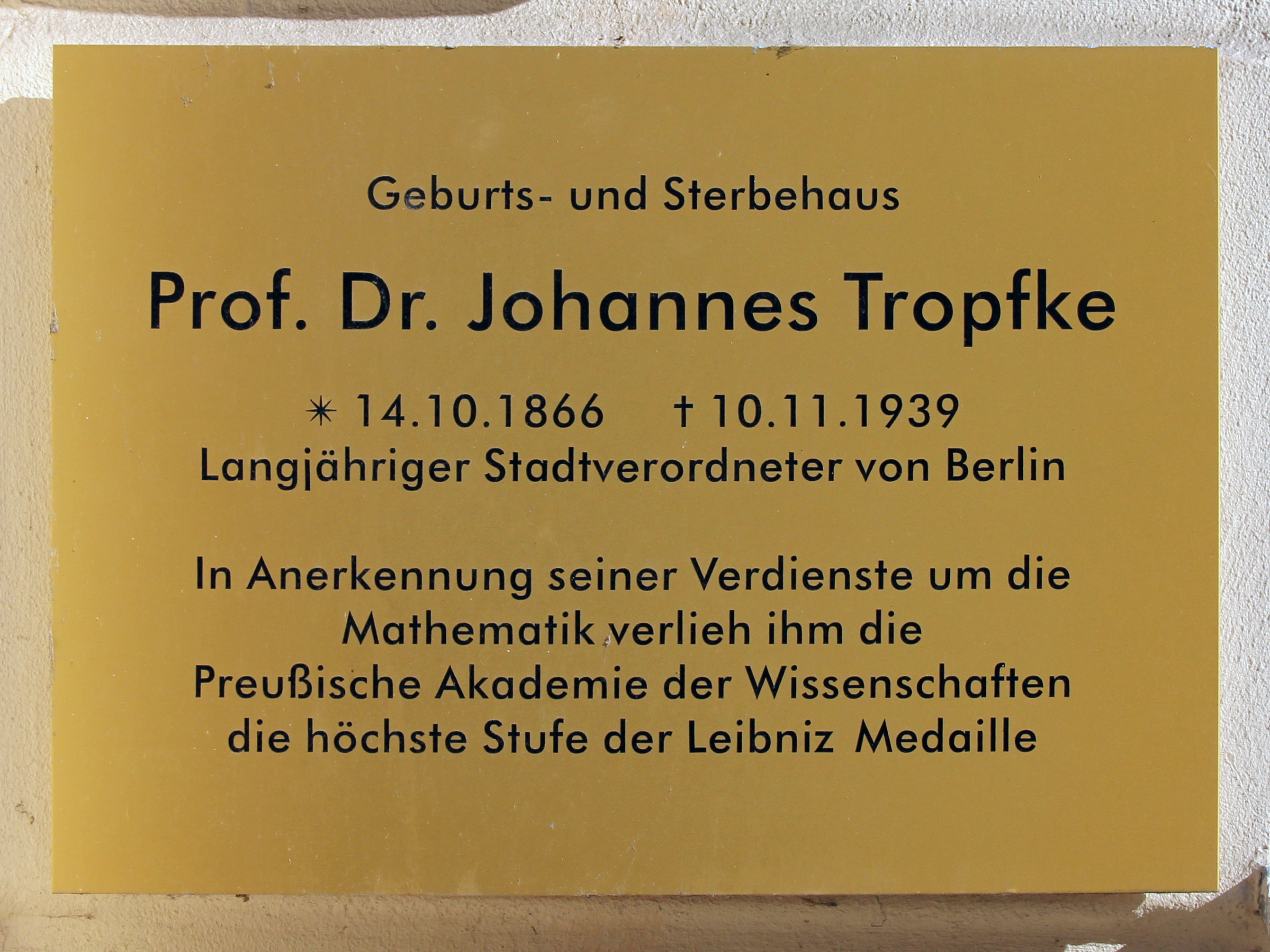
Placa comemorativa, Marienstraße 14, Berlin-Mitte

- Geschichte der Elementar-Mathematik in systematischer Darstellung, 7 Volumes, Berlim 1921-24, 3. Edição em quatro volumes 1930 a 1940, novo a partir de 1980 (editado por Kurt Vogel, Helmuth Gericke, Karin Reich e outros, Online-Zugang), Walter de Gruyter Verlag, Berlim (zuerst in zwei Bänden: Band 1, 1902, online bei archive.org; Band 2, 1903, online bei archive.org)